# Siegfried Terpoorten
Siegfried „Sigi“ Terpoorten (ur. 10 lutego 1971 w Monachium) – niemiecki aktor telewizyjny, teatralny i filmowy. 

## Filmografia

### Filmy
- 1995: Neulich am Deich (film krótkometrażowy) jako Ralf
- 1998: Härtetest jako Max
- 1998: Die Unschuld der Krähen (TV) jako dozorca
- 1999: Erkan & Stefan jako Manfred Carstens
- 2001: Im Namen der Gerechtigkeit (TV) jako turysta
- 2001: But Manitou (Der Schuh des Manitu) jako Jim
- 2004: Mein Weg zu dir heißt Liebe (TV) jako Frank
- 2004: Gwiezdne jaja: Część I – Zemsta świrów ((T)Raumschiff Surprise – Periode 1) jako Jim
- 2005: Eine Liebe in Saigon (TV) jako Marc Lorenz
- 2008: Spiel mir das Lied und du bist tot! jako Bobby-John-Joe
- 2010: Yanoosak jako Rudy
- 2011: Dreiviertelmond jako Thorsten Seiler
- 2011: Piaskun (Der Sandmann) jako Stefan
- 2012: Was weg is, is weg jako Pater Ben
- 2012: Plötzlich 70 (TV) jako Holger
- 2013: Tappava Talvi jako Klaus Mller
- 2013: Maria, królowa Szkotów (Mary Queen of Scots) jako Lord
- 2019: Benjamin Blümchen jako Ottokar

### Seriale TV
- 1996: Gegen den Wind jako  Tschak
- 1998: Die Rettungsflieger jako Boris Kruhl
- 1999: Medicopter 117 jako Marc Sommer
- 2000: Tatort: Kleine Diebe jako Burkhardt
- 2003: Stubbe – Von Fall zu Fall jako Brain Parker
- 2004: Tatort: Abseits jako Daniel Bracht
- 2005-2006: 4 gegen Z jako Sascha Sörensen
- 2008: FunnyMovie jako Bobby-John-Joe St. John
- 2015: Kobra – oddział specjalny odc.: Kosmos (Space) jako dr Jan Grossmann